# Église Saint-Rémi de Chéry-lès-Pouilly
L'église Saint-Rémi de Chéry-lès-Pouilly est une église située à Chéry-lès-Pouilly, en France.

## Localisation
L'église est située sur la commune de Chéry-lès-Pouilly, dans le département de l'Aisne.